# ایون ایلیسکو
ایون ایلیسکو Ion Iliescu (تلفظ رومانیایی: [iˈon iliˈesku] (); (زاده ۳ مارس ۱۹۳۰ – درگذشته ۵ اوت ۲۰۲۵) رئیس‌جمهور رومانی از ۱۹۸۹ تا ۱۹۹۶ بود.
همچنین وی رهبر انقلاب دسامبر سال ۱۹۸۹ در رومانی علیه نیکلای چائوشسکو حاکم کمونیست این کشور بود.
ایون ایلیسکو در ۵ اوت ۲۰۲۵، در سن ۹۵ سالگی بر اثر سرطان ریه درگذشت.
وی همچنین از سال ۲۰۰۰ تا ۲۰۰۴ نیز رئیس‌جمهور رومانی بود. از نظر سیاسی وی عضو حزب سوسیال-دموکرات بود.

## جستارهای وابسته

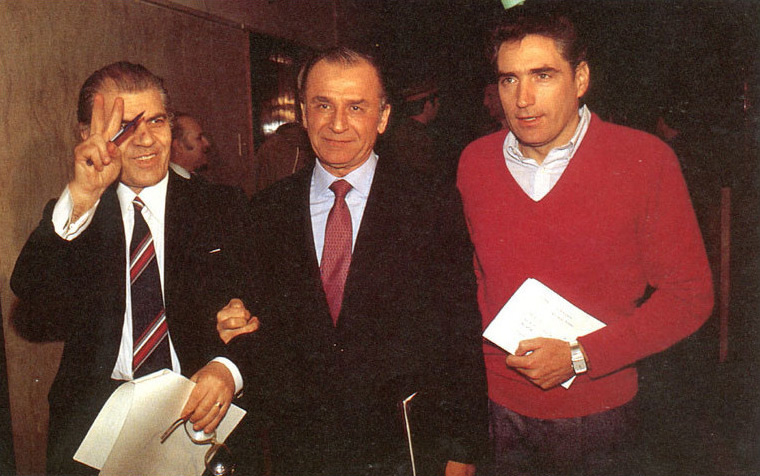
ایون ایلیسکو (وسط) و اعضای جبهه نجات ملی، دیمیترو مازیلو (چپ) و پتر رومن (راست)، ۲۳ دسامبر ۱۹۸۹ یک روز پس از اعلام تشکیل جبهه نجات ملی